# هسا سیمرغ
هسا سیمرغ (به انگلیسی: HESA Simorgh) یک هواپیمای ترابری سبک ایرانی است که توسط متخصصان سازمان صنایع هوایی وزارت دفاع در  شرکت صنایع هواپیماسازی ایران طراحی و ساخته شده‌است. این هواپیما در تاریخ ۲۹ اردیبهشت ۱۴۰۱ با حضور محمدرضا آشتیانی وزیر دفاع و پشتیبانی نیروهای مسلح در اصفهان رونمایی شد. این هواپیما نسخه ترابری و توسعه‌یافته هواپیمای توربوپراپ هسا ایران-۱۴۰ است.

## توسعه
این پرنده بر پایه هواپیمای ایران-۱۴۰ طراحی شده‌است. مهمترین تغییر در آن اضافه شدن درب رمپ عقب بوده و نسبت به هواپیمای پایه (هسا ایران-۱۴۰) در حوزه‌های پیکربندی، سازه و سیستم‌های هیدرومکانیکی از جمله مکانیسم‌های سطوح کنترل، سیستم هیدرولیک، موتور کمکی، سیستم تهویه مطبوع، اینتریور و تجهیزات باربری و سیستم الکترونیک ارتقا یافته و تغییرات گسترده‌ای انجام شده‌است. طول بدنه در این پرنده بیش از ۲ متر افزایش یافته و دم های عمودی و افقی نیز کاملا تغییر یافته است و سازه و فضای داخلی جدید طراحی شده‌است.  اولین نمونه اولیه این هواپیما برای اولین بار در ۱۹ اردیبهشت ۱۴۰۱ رونمایی شد. به گفته مقامات نظامی ایران این هواپیما در مرحله آزمایش تاکسی سریع بود.در ۳۱ فروردین ۱۴۰۲، تصویری منتشر شد که نسخه اولیه آزمایش تاکسی سریع را در باند فرودگاه نشان می‌داد.
این هواپیما توانایی حمل ۶ تا ۸ تن بار با برد حدود ۳۶۰۰ تا ۳۹۰۰ کیلومتر با حداکثر سرعت ۵۳۰ کیلومتر در ساعت را داراست.

### پرواز
در تاریخ ۳ خرداد ۱۴۰۲ هواپیمای ترابری سیمرغ اولین تست پروازی خود را با موفقیت پشت سر گذاشت. سیمرغ همچنین در تاریخ ۲۰ آذر ۱۴۰۳ در نمایشگاه بین‌المللی هوایی و فضایی ایران در کیش به پرواز درآمد.

## موتور
هسا سیمرغ دارای دو موتور توربوپراپ Klimov TV3-117 است و طبق گفته مدیر عامل سازمان صنایع دفاعی، موتور این پرنده نسبت به پلتفرم قبلی در بخش سوخت رسانی و کنترل الکترونیکی موتور یعنی سیستم فدک با اجرای سرویس‌های بولتن ارتقا پیدا کرده است و تمهیداتی برای ارتقاء بعضی از پارامترهای عملکردی هواپیما در شرایط گرم و مرتفع اندیشه شده است.